# Nelson Tapia
Nelson Antonio Tapia Ríos (Molina, 1966. szeptember 22. –) chilei válogatott labdarúgó, kapus és edző.

## Pályafutása

### Klubcsapatban
1987 és 1992 között az O’Higginsben játszott. 1993-ban rövid ideig a Deportes Temuco játékosa volt. 1994-től 2000-ig az Universidad Católica kapuját védte. 2000-ben Argentínába szerződött az Vélez Sarsfield együtteséhez, de csak kevés mérkőzésen kapott lehetőséget. 2001-ben a Deportes Puerto Montt, 2002-ben az Unión Española kapusa volt. 2003-ban a Cobreloa színeiben két bajnoki címet szerzett. 2004-ben a Santos kapusaként megnyerte a brazil bajnokságot. 2005-ben visszatért a Cobreloához és még ugyanebben az évben a kolumbiai Atlético Junior játékosaként fejezte be a pályafutását

### A válogatottban
1994 és 2005 között 73 mérkőzésen szerepelt a chilei válogatottban. Részt vett az 1998-as világbajnokságon, ahol chileiek valamennyi mérkőzésén kezdőként lépett pályára. Tagja volt az 1999-es és a 2001-es Copa Américán résztvevő válogatott keretének is, valamint részt vett a 2000. évi nyári olimpiai játékokon, ahol bronzérmet szerzett.

### Edzőként
2015-ben a chilei U17-es válogatottnál kezdte az edzősködést kapusedzőként. 2016-ban az alacsonyabb osztályú Independiente Cauquenes csapatát edzette. 2018-ban a Cobreloánál dolgozott segédedzőként. 2019-ben az ecuadori Barcelona kapusedzője volt. 2020 és 2021 között a Guayaquil Sport, 2021 és 2022 között a Libertad FC vezetőedzője volt. 2022 és 2023 között a szintén ecuadori Aampetra szakmai munkájáért felelt. 2023-ban a másodosztályú Olmedónál dolgozott.

## Sikerei, díjai

### Játékosként
Universidad Católica
- Copa Interamericana győztes (1): 1994

Cobreloa
- Chilei bajnok (2): 2003 Apertura, 2003 Clausura

Santos FC
- Brazil bajnok (1): 2004

Chile
- Olimpiai bronzérmes (1): 2000